# Hello Hemingway
 Hello Hemingway  es una película dramática cubana estrenada en 1990 y dirigida por Fernando Pérez.

## Sinopsis
Larita, vecina de Ernest Hemingway, establece un paralelo entre su vida y la del viejo pescador de la novela "El viejo y el mar". Quiere terminar sus estudios secundarios e ingresar en la Universidad, pero su origen humilde le impide alcanzar sus sueños.

## Palmarés cinematográfico
- Primer Premio Coral al mejor largometraje de ficción, XII Festival Internacional del Nuevo Cine Latinoamericano, La Habana, Cuba, 1990.
- Premio Coral a la mejor actuación femenina (Laura de la Uz), XII Festival Internacional del Nuevo Cine Latinoamericano, La Habana, Cuba, 1990.
- Premio de fotografía, 31 Festival Internacional de Cine de Cartagena de Indias, Colombia, 1991.
- Máxima distinción de la Asociación de Cronistas de Nueva York, Festival de Cine Latino, Nueva York, EE. UU., 1991.
- Premio de guion y actuación femenina, Festival Atlantic Film de Nueva Escocia, 1991.
- Premio a la mejor banda sonora, Festival de Trieste, Italia, 1991.